# Iglesia de Alhué
La iglesia de Alhué es un templo católico ubicado en Alhué, Región Metropolitana de Santiago, Chile. Construida en 1764. Fue declarada monumento nacional de Chile, en la categoría de monumento histórico, mediante el Decreto Supremo n.º 11, del 7 de enero de 1974.

## Historia
En 1753 se construyó una iglesia de forma temporal, y en 1764 terminó la construcción del templo definitivo. En el año 1835 se demolió la torre de adobe que tenía la iglesia, y en 1879 se cambió de forma completo su tejado. En 1900 se construyó la torre de madera que reemplazó a la anterior de adobe.
El terremoto de 1985 dejó a la iglesia con derrumbe de muros e inclinación de su estructura, por lo que fue sometida a trabajos de restauración en 1995 y 1999. Con el terremoto de 2010 sufrió nuevos daños, por lo que fue nuevamente restaurada.

## Descripción
Está construida en cimientos de piedra bolón, muros gruesos de adobe, techumbre de madera y tejas de arcilla. Cuenta con una torre central de madera.